# Sladojevački Lug
Sladojevački Lug is een plaats in de gemeente Slatina in de Kroatische provincie Virovitica-Podravina. De plaats telt 106 inwoners (2001).